# Metamorpho
Metamorpho (Rex Mason) est un super-héros de DC Comics, créé par Bob Haney et Ramona Fradon, il apparaît pour la première fois dans The Brave and the Bold #57  en janvier 1965. En 1993, il a la série qui porte son nom.

## Biographie du personnage
Rex Mason est un aventurier, engagé par l'homme d'affaires Simon Stagg pour retrouver un artéfact égyptien. Il travaille avec Sapphire, la fille de Simon, et ils tomberont amoureux.
Dans une pyramide, Rex est exposé à une météorite radioactive qui le transforme en un soldat Metamorphae du dieu Ra. Ce pouvoir lui permet de transformer son corps en tous éléments qui composent le corps humain.

## Apparitions dans d'autres médias
- La Ligue des justiciers, voix de Tom Sizemore (VF : Patrice Baudrier).
- Justice League: The New Frontier
- Batman : L'Alliance des héros, voix de Scott Menville (VF : Marc Perez).
- DC Universe Online (jeu vidéo 2010)
- Beware the Batman, voix de Adam Baldwin
- Injustice Gods Among Us Year Five, Chapitre 35 (2016)
- La Ligue des Justiciers : Nouvelle Génération, voix de Fred Tatasciore (VF : Paul Borne)
- Anthony Carrigan dans le film Superman (2025)

## Équipes artistiques
Dan Jurgens, Graham Nolan, Mike Allred, Neil Gaiman, Kevin Nowlan